# Años 1890
Los años 1890 fueron un decenio comenzó el 1 de enero de 1890 y terminó el 31 de diciembre de 1899; se refieren a veces como la "década Malva" -porque el colorante de Anilina inventado por William Henry Perkin permitió el uso generalizado de ese color en la moda-. Esta década también fue parte de la Edad de Oro estadounidense y de la Época Victoriana británica.
Es un periodo de clara predominancia de los países anglosajones (Estados Unidos y Reino Unido). El primero obtuvo posesiones en el Océano Atlántico y el Pacífico tras derrotar al imperio español y el segundo demostró su superioridad en conflictos diplomáticos sobre Francia, Portugal, China y Venezuela.

## Acontecimientos

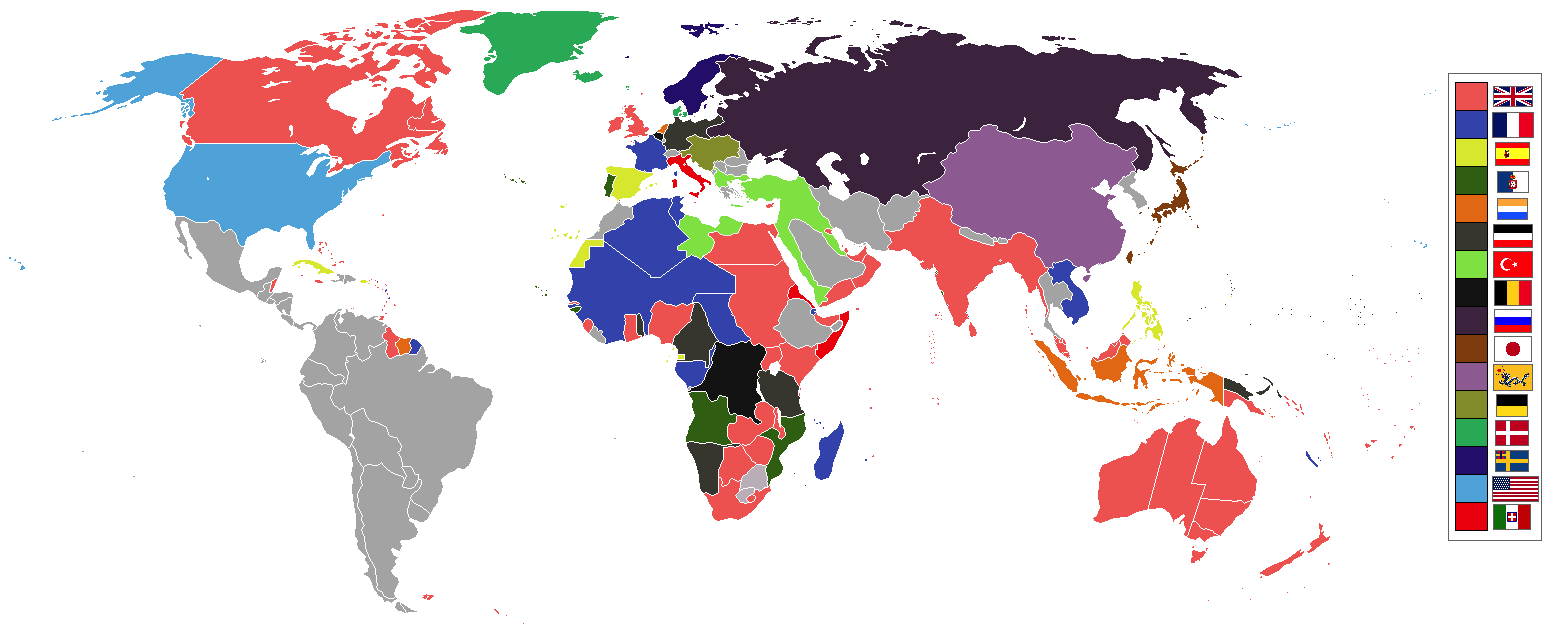
Mapa político del mundo en 1898, mostrando los poderes coloniales de la época.

- En Viena, el médico Sigmund Freud crea el psicoanálisis.
- En Arabia supuestamente se corre la carrera de 3000 millas, la cual es ganada por: Frank Hopkins.
- Armand Peugeot construye un automóvil de gasolina con 4 ruedas, después de adquirir la licencia del motor Gottlieb-Daimler.
- Se descubre el agente que causa la tuberculosis, el Mycobacterium tuberculosis.
- Se desencadena la Revolución que obliga a dimitir al Presidente chileno José Manuel Balmaceda Fernández.
- 1890: Ultimátum británico de 1890 a Portugal.
- 1894: Se inicia la primera guerra sino-japonesa, que finalizará en 1895 con victoria japonesa.
- 1895: Se inicia la guerra de Independencia cubana, que acabará con la ocupación estadounidense de la isla en 1898.
- 1895: Argentina se impone como el país más rico del mundo por ingreso per cápita.
- 1896: Primera grabación cinematográfica de un sumo pontífice, el papa León XIII
- 1896: Etiopía derrota a Italia en la Batalla de Adua (primera guerra ítalo-etíope)
- 1897: Turquía derrota a Grecia en la guerra greco-turca (1897).
- 1898: El Incidente de Fachoda casi provoca una guerra entre Reino Unido y Francia. Finalmente los franceses se retiran.
- 1898: Cuba obtiene su independencia tras una breve guerra
- 1898: Explosión del USS Maine. EE. UU.
- 1898: EE. UU. derrota a España en la guerra hispano-estadounidense y obtiene Cuba, Puerto Rico, Filipinas y Guaján.
- 1898: El Reino Unido aumenta su territorio en Hong Kong a costa de China.
- 1898: Anexión de Hawái a EE. UU.
- 1899: Tras la expulsión de los españoles se inicia la guerra filipino-estadounidense que finalizó en 1902 con victoria estadounidense.
- 1899: Tratado germano-español (1899) por el cual España se desprende de las posesiones que le quedaban en el Pacífico y desaparición del Imperio español en Asia y Oceanía.
- 1899: Comienza la guerra de los Mil Días en Colombia.
- 1899: Se inicia la segunda Guerra de los Bóer, que finalizará en 1902 con la victoria inglesa y con la utilización masiva de campos de concentración por estos.
- 1899: Laudo Arbitral de París por el que se adjudica el territorio de Guayana Esequiba a la Guayana británica en vez de a Venezuela.

## Avances científicos y técnicos
- Máquina eléctrica
- Bobina de Tesla
- Rayos X
- Inicio del cine con los Hermanos Lumière en 1895.
- Desarrollo de las radiocomunicaciones
- Lámpara de vapor de mercurio (iluminación pública).
- Bujía